# Herb województwa łęczyckiego
Herb województwa łęczyckiego – hybryda kujawska w srebrno-czerwonej tarczy. Bestia heraldyczna zaczerpnięta została z herbu Kujaw i występuje także w herbie województwa sieradzkiego.

## Opisy w źródłach historycznych
Ziemia łęczycka ósma, ma w jednej połowie tarczy czerwonego lwa w koronie w białym polu, a w drugiej połowie białego orła w czerwonym polu, grzbiety ich są złączone.

Województwo łęczyckie używa herbu pół lwa czerwonego na białem polu, na czerwonem pół orła białego[.]

Woiewodztwo Leczyckie, nośi puł Lwa cżerwonego ná białłym polu, á ná cżerwonym puł Orłá białłego, z Korona złota.

Herb województwa przedstawiał pół lwa czerwonego na białem polu i pół orła białego w czerwonem polu, grzbietami do siebie obróconych i jedną uwieńczonych koroną.

## W Królestwie Kongresowym
Historyczny herb ziemi łęczyckiej został w XIX wieku włączony do herbu nowego województwo mazowieckiego.

## W II Rzeczypospolitej
Według przygotowanego w 1928 roku projektu rozporządzenia prezydenta II Rzeczypospolitej herb dawnego województwa łęczyckiego miał stanowić część herbu województwa łódzkiego.

## Współcześnie
Dawny herb województwa łęczyckiego jest dziś herbem powiatu łęczyckiego. Stanowi też część herbów województwa łódzkiego i powiatu zgierskiego.

## Galeria

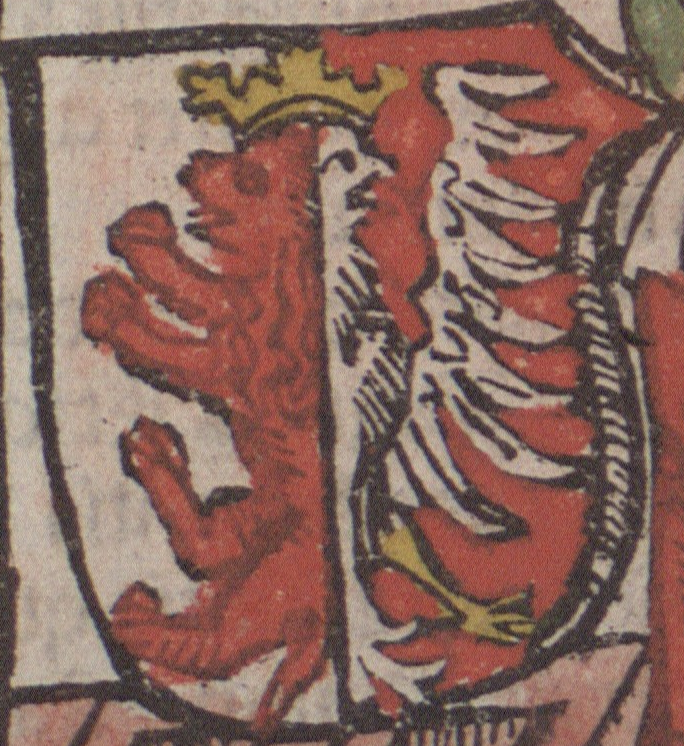
Herb ziemi łęczyckiej w Statucie Łaskiego (1506).
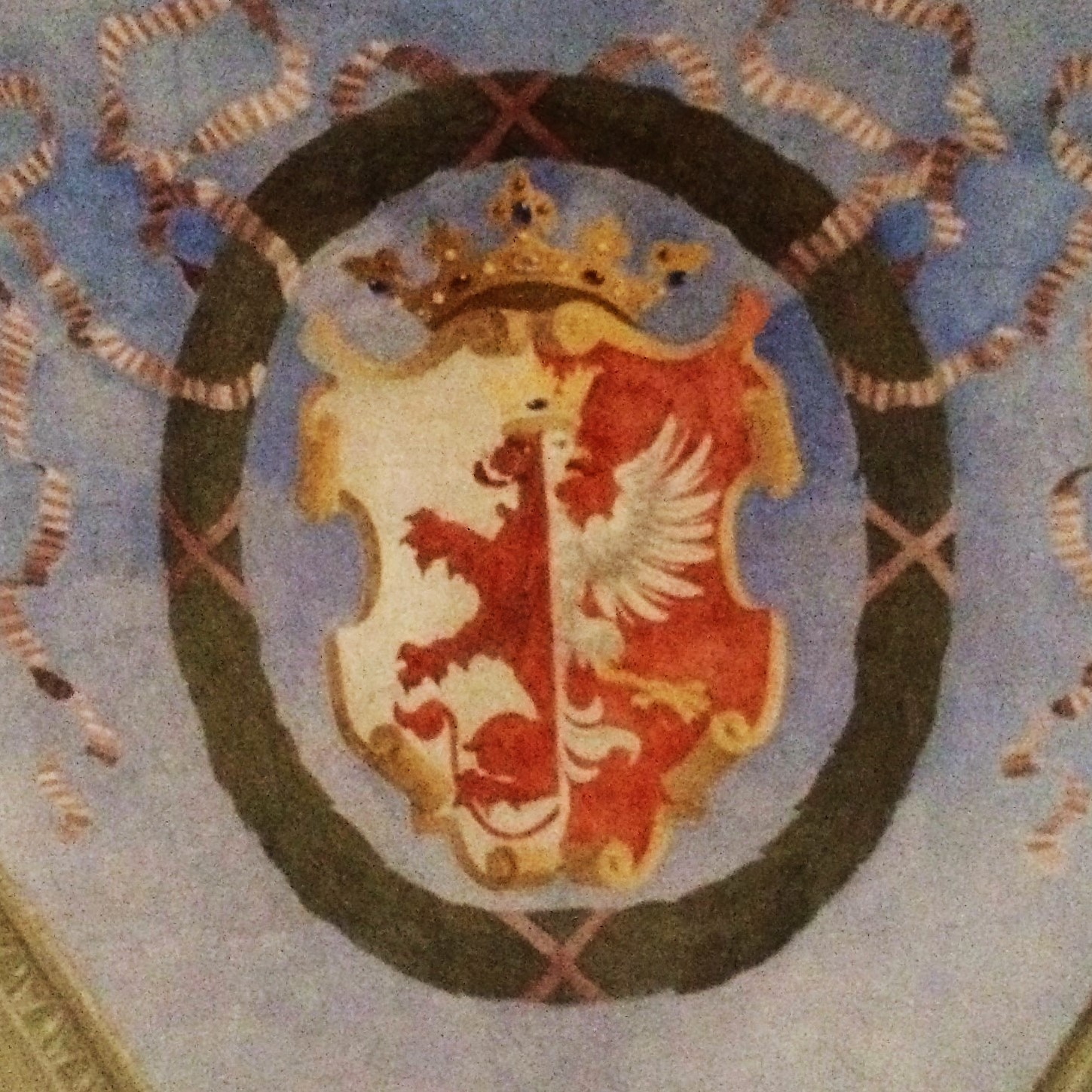
Herb województwa sieradzkiego na sklepieniu dawnej Izby Poselskiej na Zamku Królewskim w Warszawie.
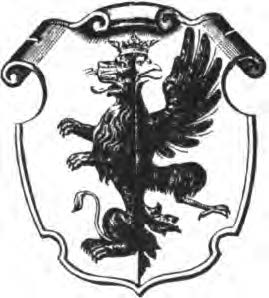
Herb województwa łęczyckiego w herbarzu Kaspra Niesieckiego (1743).
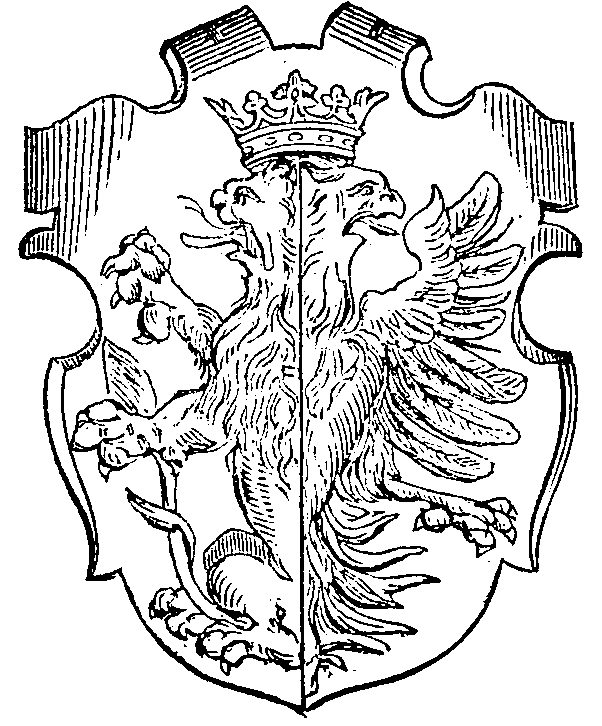
Herb województwa łęczyckiego w XIX-wiecznym wydaniu herbarza Bartosza Paprockiego (1858).
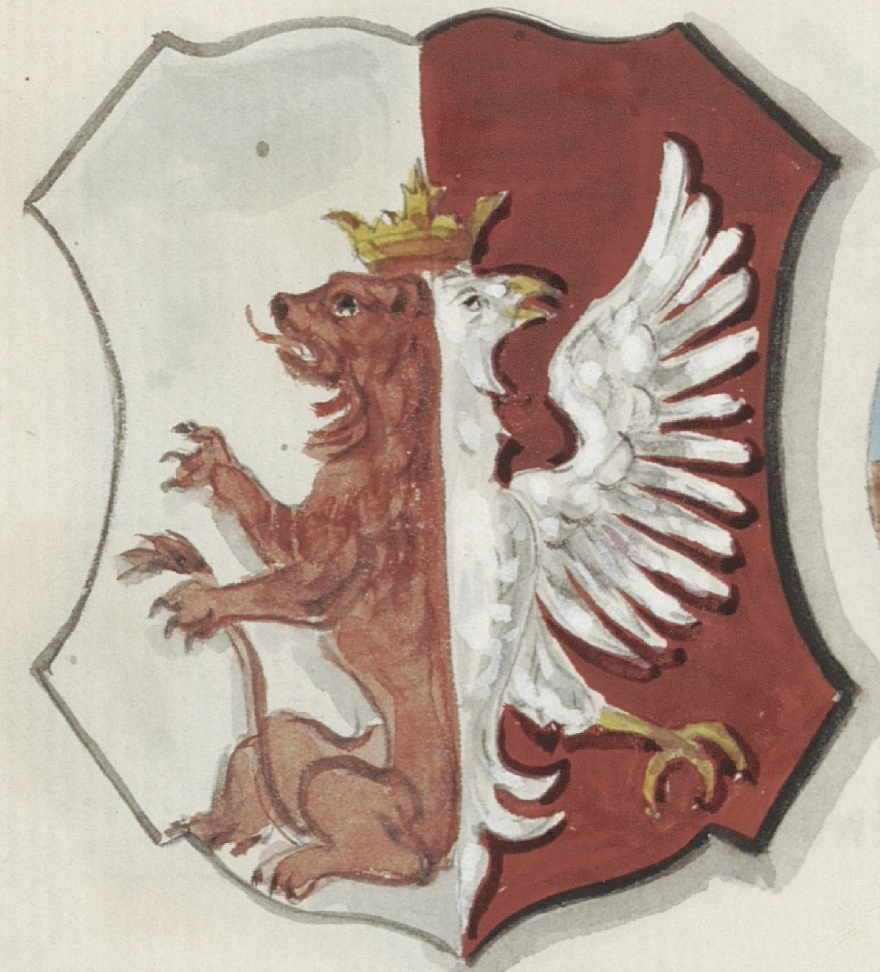
Herb województwa łęczyckiego w herbarzu Bolesława Starzyńskiego (1875–1900).
Współczesna rekonstrukcja herbu województwa łęczyckiego z czasów I Rzeczypospolitej.